# Araneus kapiolaniae
Araneus kapiolaniae là một loài nhện trong họ Araneidae.
Loài này thuộc chi Araneus. Araneus kapiolaniae được Eugène Simon miêu tả năm 1900.